# گنسا
گنسا (به انگلیسی: Gensa) یک شرکت هواپیمایی است که در سال ۱۹۹۶ میلادی تأسیس شده‌است و دفتر مرکزی آن در شهر کامپوگرانده کشور برزیل قرار دارد.